# Noah Young
Noah Young Jr. (2 de fevereiro de 1887 – 18 de abril de 1958) foi um ator norte-americano da era do cinema mudo, ativo entre as décadas de 1910 e 1930. Ele apareceu em várias comédias de Laurel & Hardy, mas foi mais notável por atuar em 50 filmes com Harold Lloyd.
Faleceu em Los Angeles, Califórnia, a 1958.

## Filmografia parcial
- Bees in His Bonnet (1918)
- Hear 'Em Rave (1918)
- Do You Love Your Wife? (1919)
- Wanted – $5,000 (1919)
- A Sammy in Siberia (1919)
- Billy Blazes, Esq. (1919)
- Chop Suey & Co. (1919)
- Be My Wife (1919)
- He Leads, Others Follow (1919)
- Soft Money (1919)
- I Do (1921)
- Zeb vs. Paprika (1924)
- Sharp Shooters (1928)
- The Fixer Uppers (1935)